# Mayeul de Cluny
Pour les articles homonymes, voir Cluny.
Saint Mayeul ou Maïeul de Cluny (ou de Forcalquier) est né vers 910 à Valensole, en Provence orientale, et mort en 994 à Souvigny. Il était le quatrième abbé de Cluny.
Pendant ses quarante années d'abbatiat, ses liens avec le Saint-Empire favorisèrent l'extension de l'Ecclesia Cluniacensis vers l'est. Il fut certainement l'un des conseillers écoutés d'Hugues Capet, duc puis roi des Francs, ce qui lui permit de réformer des monastères et d'y placer des abbés réguliers. Enfin, il poursuivit les relations qu'Odon avait nouées avec la papauté.
Le destin de Mayeul est exceptionnel. Il fut spontanément reconnu comme saint immédiatement après sa mort, et son culte, qui constitua le premier grand culte abbatial clunisien, fut l'un des plus importants du Moyen Âge et persista au Puy et à Souvigny jusqu'à la Révolution. Il est fêté le 11 mai.

## Biographie

### Une formation d'ecclésiastique
L'origine provençale de Mayeul est attestée. Son principal hagiographe, le moine Syrus, indiquait qu'il était originaire d'Avignon. Cependant, « une autre tradition » considère qu'il pourrait être né à Valensole, dans le diocèse de Riez. Son père est Fulcher/Fouquier, appartenant à l'aristocratie provençale d'origine gallo-romaine et de Raimodis/Raimonde, probable fille de Maïeul/Mayeul et Landrada, de la famille des vicomtes de Narbonne.
Dans son enfance en 916-918, il fuit avec les siens la Provence ravagée par les guerres féodales entre les familles nobles provençales et les familles bourguignonnes amenées en Provence en 911 par Hugues d'Arles, conflits au cours desquels ses parents trouvent la mort.
Il se réfugie en Bourgogne, à Mâcon, où a trouvé refuge sa famille maternelle. Il entre dans le clergé séculier, étudie à Lyon, ville relativement épargnée par les invasions successives des IXe et Xe siècles . Le moine Syrus précise que c'est à l'Isle-Barbe qu'il aurait d'abord résidé. Le maître Antoine aurait bien vu son élève embrasser « la profession séculière de philosophe ».
En 938, il devient ensuite chanoine de la cathédrale Saint-Vincent de Mâcon, puis archidiacre. En 940, il refuse l’archevêché de Besançon.

### Abbé de Cluny

#### Son ascension
Ce n'est que plus tard qu'il rentre comme moine à Cluny, où il prononce ses vœux en 943 ou 944. Il exerce alors la fonction d'« armarius » (garde des livres et maître des cérémonies).
En 948, l'abbé Aymard de Cluny, devenu aveugle, lui laisse diriger le monastère comme coadjuteur. Aymard démissionne de sa charge d'abbé en 954, ouvrant 40 ans d'abbatiat à Mayeul. Ses bonnes relations avec Adélaïde, sœur du roi de Bourgogne Conrad le Pacifique (937-993) et épouse du roi de Germanie Otton Ier, empereur dès 962, lui confèrent une certaine influence tant à sa cour qu'à celle de son fils Otton II du Saint-Empire. Il intervient jusque dans des querelles privées de la famille impériale, ce qui lui valut de se voir proposer le siège pontifical après la mort de Benoît VI ou Benoît VII, siège qu'il refusa, se jugeant plus utile au milieu de ses moines.

#### Le rayonnement de Cluny sous Mayeul

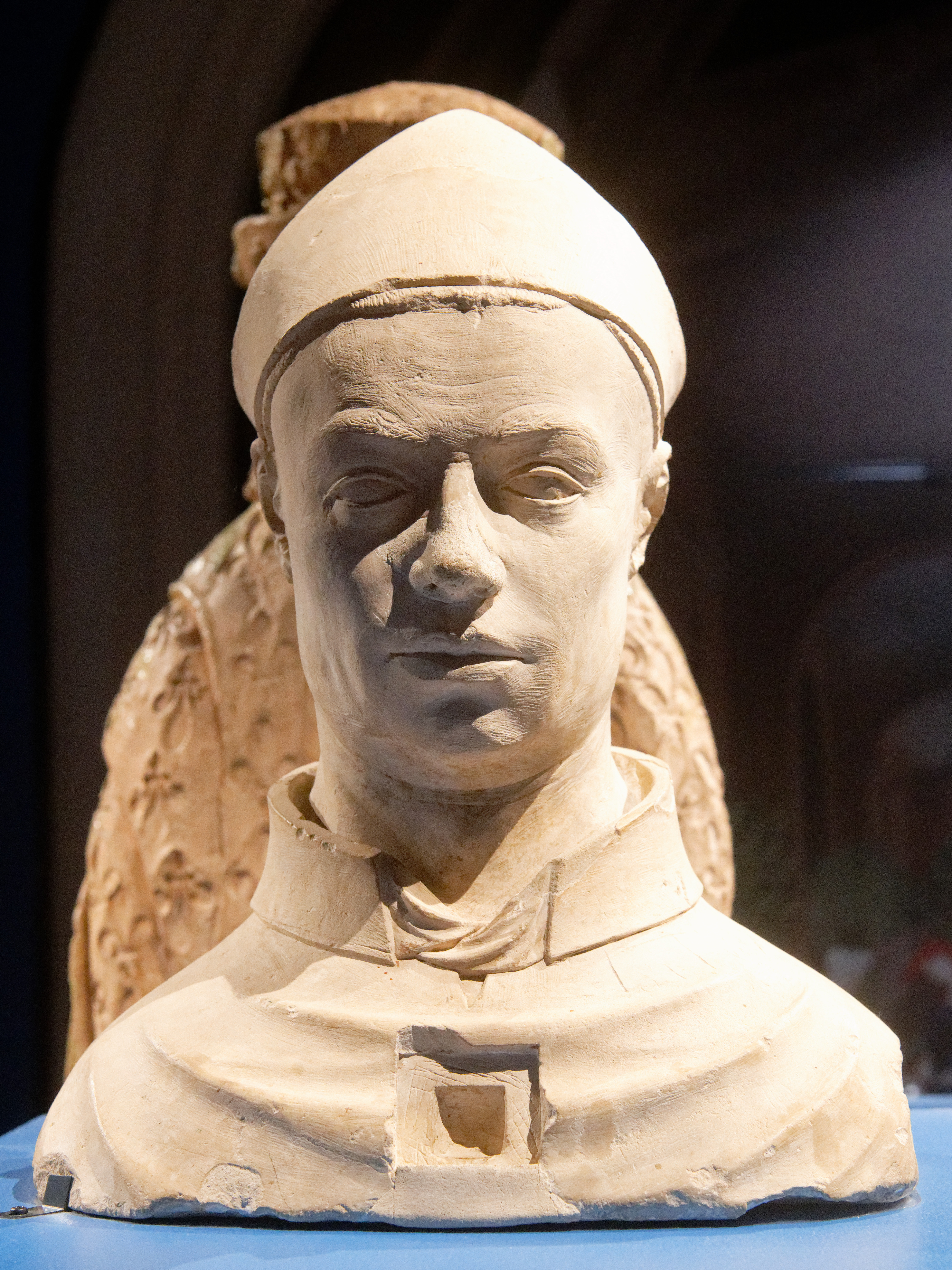
Buste-reliquaire de saint Maïeul de Cluny, v. 1475-1500, provenant du prieuré Saint-Mayeul du Veurdre, musée Anne-de-Beaujeu, Moulins.

Mayeul prit à cœur le développement financier de l'abbaye, gérant avec soin les donations qui affluaient vers un abbé dont le renom était immense. En tout, environ 900 villages, droits et revenus paroissiaux, dîmes, etc., des alentours de Cluny, des régions de la Loire, du Bourbonnais, du Nivernais, des vallées de la Saône et du Rhône enrichirent le patrimoine de l'abbaye. Ces donations sont, pour nombre d'entre elles, liées à l'organisation nouvelle de la mémoire des morts. Le culte qui leur est consacré prend à Cluny une grande importance. Outre les moines, il s'adresse aussi aux bienfaiteurs du monastère.
À cette époque, le bourg de Cluny, alors situé au nord-ouest de l'abbaye, se développe et se dote d'une église. Il dépend de l'abbaye, véritable seigneurie incluant probablement une cour de justice.
Dès 967, Mayeul poursuit également l'œuvre de réforme commencée par Odon, instaurant la règle bénédictine dans de nombreux monastères, renforçant ainsi l'influence de Cluny en Occident. Il diffuse ainsi la religion clunisienne dans des régions éloignées, comme Pavie (puis la capitale du royaume d'Italie et où en 971 il fonda le monastère de Santissimo Salvatore) qui la propagera à son tour. Avec lui, l'Ecclesia Cluniacensis, débutée avec Odon, connaît un essor important assuré par le contrôle étroit de Cluny sur l'ensemble des monastères qui lui sont liés. Les trois monastères de Cluny, Souvigny et Charlieu en forment alors le cœur. Mayeul possédait une grande culture et les copistes du scriptorium de Cluny furent très actifs pendant son long abbatiat.
L'abbaye devenue trop petite pour la communauté grandissante, Mayeul engage de nouveaux travaux à Cluny en 955. L'édification d'une nouvelle église, Saint-Pierre le Vieil (Cluny II) est entreprise. Elle sera dédicacée le 14 février 981 par l'archevêque de Lyon.
Lors de l'un de ses voyages à Rome, il ramène avec lui Guillaume de Volpiano. Quoique profondément attaché à sa recrue, Mayeul préfèrera Odilon pour lui succéder à Cluny, confiant au premier l'abbaye Saint-Bénigne de Dijon d'où il réforma de nombreux monastères notamment en Normandie.

#### Sa capture par les Sarrasins et la libération de la Provence
En juillet 972, sa capture dans les Alpes valaisannes au « pont d'Orsières » par les Sarrasins entraîne une mobilisation générale de la noblesse provençale autour des comtes Guillaume Ier, Rotboald Ier et Ardouin de Turin (bataille de Tourtour). De nombreux objets de culte et d'orfèvrerie du trésor de Cluny sont fondus pour payer sa rançon. Dès sa libération, le comte Guillaume organise « au nom de Mayeul » une guerre de libération contre les Sarrasins, qu’il chasse de Provence après la bataille de Tourtour (973). En 993, ce même prince, se sentant mourir, fait appeler Mayeul à Avignon pour soulager son âme et donner ou restituer à l'abbaye de Cluny plusieurs domaines.

#### La fin de sa vie
Appelé par Hugues Capet à réformer Saint-Denis, Mayeul s'éteint en route le 11 mai 994, au prieuré de Souvigny où il est enterré. Le roi prend en charge ses funérailles.
Avant sa mort, il avait fait élire Odilon pour diriger la destinée de l'abbaye. Mayeul fut l'organisateur de la réforme monastique au Xe siècle : il fut un personnage « ferme, austère, brillant et séduisant ».

## Le culte de saint Mayeul

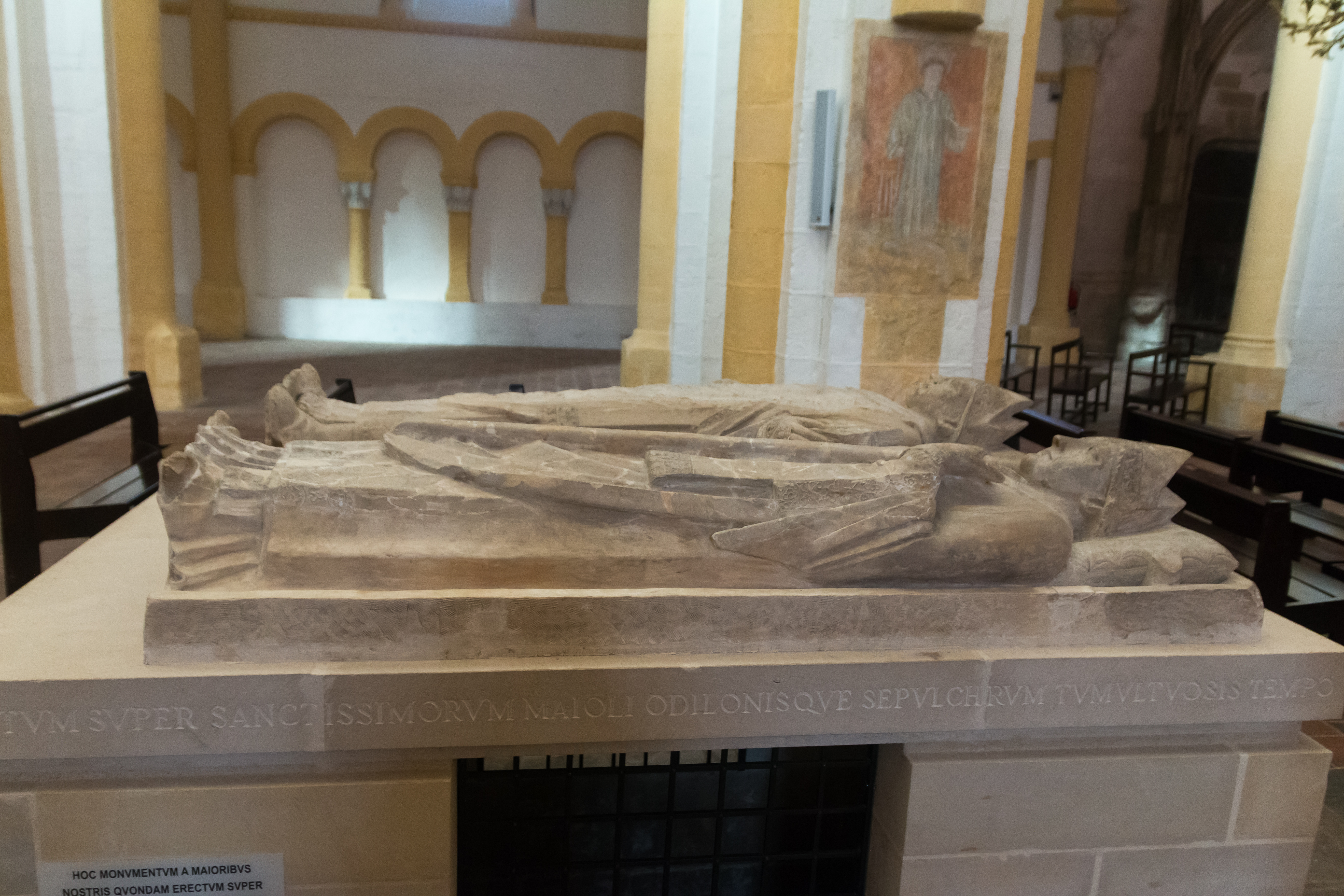
Gisants de Saint Mayeul et de Saint Odilon, église prieurale de Souvigny.

Le culte de saint Mayeul a revêtu une importance considérable au Moyen Âge en Occident. La reconnaissance de la sainteté de Mayeul est attestée dans les premières années qui suivent sa mort : 
- Dès 996, le roi de France Hugues Capet se rend en pèlerinage à Souvigny sur son tombeau.
- La bulle d’exemption délivrée par le pape Grégoire V le 22 avril 998 évoque « la bienheureuse mémoire de saint Mayeul » ce qui constitue une sorte de « brevet » de sainteté.
- En 999, une chapelle du monastère Sainte-Marie de Pavie est placée sous le vocable de saint Mayeul ; ce vocable est étendu par la suite à l’ensemble du monastère.
- L’arrêt à Souvigny de Robert le Pieux, roi de France en 1019-1020, atteste un pèlerinage désormais bien établi.
- Son culte se répand jusqu’en Bretagne (Saint-Mayeux, Côtes d’Armor) et dans le Jura (Chapois) et le Lyonnais (Ternay, Rhône).

Libérateur de la Provence grâce à la guerre menée en son nom contre les Sarrasins, il est aussi, dans la perspective clunisienne, « le premier abbé » de Cluny reconnu comme saint, figure emblématique de l’église clunisienne affranchie de la tutelle des laïcs et des évêques.
La Révolution mit le tombeau avec les gisants de Mayeul et d'Odilon en près de 3000 pièces et le pèlerinage en veille, dans une église devenue paroissiale. En 1894, lors du neuvième centenaire de la mort de Mayeul eut lieu une installation de moines « d'une nouvelle branche de Bénédictins clunisiens » avec Dom Lamey, mais elle fut de courte durée. En 1990, le diocèse confie le prieuré à la Communauté des Frères de Saint-Jean jusqu'en 2014.
En 2016, l’évêque de Moulins décide, avec l’appui d’une équipe de bénévoles, de relancer le pèlerinage multicentenaire sur les tombes des abbés Mayeul et Odilon, à l’occasion de l’Année de la miséricorde. La prieuriale est proclamée Sanctuaire de la Paix.